# Juan Manuel Molina
Pour les articles homonymes, voir Molina.
Juan Manuel Molina Morote, né le 15 mars 1979 à Cieza, est un athlète espagnol spécialiste de la marche (20 et 50 km).

## Biographie
En mai 2012, Juan Manuel Molina met un terme à sa carrière à l'issue du 50 km marche de la Coupe du monde de marche 2012, au cours duquel il est contraint à l'abandon du fait des problèmes aux muscles ischio-jambiers.

### Palmarès
| Date | Compétition                   | Lieu      | Résultat | Épreuve         | Performance     |
| ---- | ----------------------------- | --------- | -------- | --------------- | --------------- |
| 1998 | Championnats du monde juniors | Annecy    | 4e       | 10 000 m marche | 42 min 09 s 75  |
| 2001 | Championnats d'Europe espoirs | Amsterdam | 1er      | 20 km marche    | 1 h 23 min 03 s |
| 2001 | Universiade                   | Pékin     | 2e       | 20 km marche    | 1 h 25 min 07 s |
| 2002 | Championnats d'Europe         | Munich    | 3e       | 20 km marche    | 1 h 20 min 36 s |
| 2004 | Jeux olympiques               | Athènes   | 5e       | 20 km marche    | 1 h 20 min 55 s |
| 2005 | Jeux méditerranéens           | Almería   | 2e       | 20 km marche    | 1 h 24 min 11 s |
| 2005 | Championnats du monde         | Helsinki  | 3e       | 20 km marche    | 1 h 19 min 44 s |
| 2005 | Universiade                   | Izmir     | 1er      | 20 km marche    | 1 h 24 min 06 s |
| 2008 | Jeux olympiques               | Pékin     | 12e      | 20 km marche    | 1 h 21 min 25 s |
| 2009 | Jeux méditerranéens           | Pescara   | 3e       | 20 km marche    | 1 h 23 min 02 s |
| 2010 | Championnats d'Europe         | Barcelone | 9e       | 20 km marche    | 1 h 22 min 35 s |

### Records
| Épreuve      | Performance     | Lieu        | Date            |
| ------------ | --------------- | ----------- | --------------- |
| 20 km marche | 1 h 19 min 19 s | Tcheboksary | 10 mai 2008     |
| 20 km marche | 3 h 55 min 12 s | León        | 19 février 2006 |